# Drukarnia „Zakład Graficzny” w Nowym Sączu
„Zakład Graficzny” w Nowym Sączu, założony w 1849 roku przez Romana Pisza, była pierwszą drukarnią powstałą na terenie miasta.